# Federação Polonesa de Voleibol
A Federação Polonesa de Voleibol  (em polaco: Polski Związek Piłki Siatkowej, PZPS) é  uma organização fundada em 1947 que governa a pratica de voleibol na Polônia, sendo membro da Federação Internacional de Voleibol e da Confederação Européia de Voleibol, a entidade é responsável por  organizar  os campeonatos nacionais de  voleibol masculino e feminino no país.